# Bradford Bulls
Bradford Bulls es un equipo profesional de rugby league de Inglaterra con sede en la ciudad de Bradford.
Participa anualmente en la Super League, la principal competición de la disciplina en el país.
El equipo hace como local en el Crown Flatt, con una capacidad de 5100 espectadores.

## Historia
El equipo fue fundado en 1907, su primera participación competitiva fue en el RFL Championship 1907-08 finalizando en la 12° posición.
Durante su larga historia, el club ha logrado 6 campeonatos nacionales y 5 copas nacionales.

## Palmarés

### Campeonatos Mundiales
- World Club Challenge (3): 2002, 2004, 2006

### Campeonatos Nacionales
- Super League (6): 1980, 1981, 1997, 2001, 2003, 2005
- Challenge Cup[2] (5): 1944, 1947, 1949, 2000, 2003
- League Leaders' Shield (4): 1997, 1999, 2001, 2003
- RFL Championship Second Division (1): 1973-74